# رجل العنزة
رجل العنزة (الاسم العلمي: Aegopodium) هو جنس من النباتات يتبع الفصيلة الخيمية من رتبة الخيميات.

## أنواع رجل العنزة
- رجل العنزة الصرودية
- رجل العنزة البورتية
- رجل العنزة الهاندلية
- رجل العنزة الهنرية
- رجل العنزة الكشميرية
- رجل العنزة عريضة الأوراق
- رجل العنزة البستانية
- رجل العنزة الطاجيكية
- رجل العنزة السرفيلية
- رجل العنزة قصيرة الثمار
- رجل العنزة دائمة الكأس
- رجل العنزة تينية الشكل